# Pterolophia gardneri
Pterolophia gardneri är en skalbaggsart som beskrevs av Schwarzer 1931. Pterolophia gardneri ingår i släktet Pterolophia och familjen långhorningar. Inga underarter finns listade i Catalogue of Life.